# Mölleberga församling
Mölleberga församling var en församling i Lunds stift och i Svedala kommun. Församlingen uppgick 2002 i Uppåkra församling.

## Administrativ historik
Församlingen har medeltida ursprung. 
Församlingen var till 1938 annexförsamling i pastoratet Bara och Mölleberga för att därefter till och med 1961 vara annexförsamling i pastoratet Hyby, Bara och Mölleberga. Från 1962 till och med 2001 var den annexförsamling i pastoratet Uppåkra, Knästorp, Tottarp, Görslöv, Särslöv och Mölleberga och som före 1965 även omfattade Flackarps församling.  Församlingen uppgick 2002 i Uppåkra församling.

## Kyrkor
- Mölleberga kyrka